# Rio San Marino
Il rio San Marino noto anche come torrente San Marino (in romagnolo Rio San Marèin o Rio San Maroin) è un breve corso d'acqua a carattere torrentizio che scorre in Italia e nella Repubblica di San Marino.

## Percorso
Il torrente nasce dal monte San Paolo (864 m) in provincia di Pesaro e Urbino nelle Marche, entra in San Marino passando vicino ai castelli sammarinesi di Fiorentino, Chiesanuova, Città di San Marino e Acquaviva con la curazia di Gualdicciolo, per poi rientrare in Italia concludendo il suo corso nel Marecchia dove si getta come suo affluente in località Torello (frazione di San Leo).

## Storia
Fino al 15 agosto 2009 prima del passaggio dell'alta Valmarecchia dalle Marche all'Emilia-Romagna il tratto finale del torrente era il confine tra Marche e Emilia-Romagna.